# 愛知教員クラブ
愛知教員クラブ(Aichi Teacher Club)は、愛知県を本拠地とする社会人ラグビーのクラブチーム。東海社会人リーグに所属。

## 概要
愛知県内の教員及び高校・大学時代の仲間を中心に構成されている。
その後2021年、全国クラブ大会決勝で同点のため、神奈川タマリバクラブとの両チーム優勝。

## 獲得タイトル
- 全国クラブラグビーフットボール大会
  - 優勝(2021年)